# 日本三代実録
『日本三代実録』（にほんさんだいじつろく）は、日本の平安時代に編纂された歴史書。六国史の第六にあたり、清和天皇、陽成天皇、光孝天皇の3代である天安2年（858年）8月から仁和3年（887年）8月までの30年間を扱う。延喜元年（901年）に成立。編者は藤原時平、菅原道真、大蔵善行、三統理平など。編年体の漢文で書かれた。全50巻。

## 編纂
『日本三代実録』の序文によれば、本書の編纂は寛平5年（893年）頃、宇多天皇が源能有、藤原時平、菅原道真、大蔵善行、三統理平に編纂を命じたことにより始まった。具体的な開始年には諸説ある。記された各人の官位からの推測では、寛平5年（893年）4月から寛平6年（894年）8月となる。『日本紀略』には寛平4年（892年）5月1日とあるが、この時期に関する同書の記述には誤記が多く、信頼度は高くないという。寛平9年（897年）に源能有が没し、翌898年に宇多天皇が譲位すると、編纂作業は中断した。
次の醍醐天皇の勅を受けて編纂を再開し、事実上、延喜元年（901年）8月に完成した。途中、菅原道真が失脚して大宰府に左遷され、三統理平は転任して編纂から外れた。完成を報告したのは、藤原時平と大蔵善行の2人であった。編纂の実質的中心は、菅原道真と大蔵善行の2人と推測される。

## 内容
編集方針は「序」を示し、国家儀礼、慶事、災異（災はウ冠の下に火）は全て載せるとしている。六国史の中で最も精緻な記述を持ち、後世の史書の規範となった。詔勅や表奏文を豊富に収録し、先例のできあがった慣行を記載するなど、読者たる官人の便宜を図った。節会や祭祀など年中行事の執行をも記す。
現存する写本は、叙位任官や詔勅・上表の本文、薨卒に関する記述に脱文や省略が多い。これを誠実な態度の表れとみる者もいるが、その部分に編者が故意に隠した事実があるのではないかと疑う者もいる。江戸時代、松下見林や狩谷棭斎などが補訂作業を行った。
巻15と、巻19から巻48、すなわち貞観10年（868年）と貞観13年（871年）1月から仁和元年（885年）12月には、ところどころ写本の省略箇所があり、全文が伝わらない。

### 災害の記録
29年間の記録の中で、地震は300以上記録されている。主な災害は以下に示す通り。
- 864年（貞観6年） - 駿河国、甲斐国に被害を出した富士山の貞観大噴火
- 869年（貞観11年） - 陸奥国の貞観地震、肥後国の大風雨
- 887年（仁和3年） - 仁和地震（南海トラフ巨大地震の一つ）

## 六国史以後
その後も修史事業は試みられ「新国史」なるものが存在したと伝聞されるが、若干残った逸文から見ると完成奏上に至らなかったとする見解が主流であり、原因としては律令政治の衰退があげられる。